# ミカファンギン
ミカファンギン（Micafungin、MCFG）はアステラス製薬が開発した抗真菌薬の一つである。カンジダ症およびアスペルギルス症に対して点滴静注で用いられる。真菌の細胞壁の主要成分であるβ1,3-グルカンの生成を阻害して作用を示す。商品名ファンガード。

## 承認
日本で2002年2月に成人での承認を取得した後、米国で2005年3月に、欧州で2008年4月に承認を取得した。また2006年4月に日本で小児に対する用法・用量が承認され、2013年6月に米国でも生後4ヶ月以上の小児患者に対する承認を取得した。

## 効能・効果
ミカファンギン（MCFG）の日本での効能・効果は、「アスペルギルス属およびカンジダ属による真菌血症、呼吸器真菌症、消化管真菌症」である。また造血幹細胞移植患者でのカンジダ症およびアスペルギルス症の予防に用いる事もできる。米国では各種カンジダ感染症（カンジダ血症、急性播種性カンジダ症、カンジダ性腹膜炎・膿瘍、食道カンジダ症）や造血幹細胞移植患者でのカンジダ症予防に用られる。
MCFGは1,3-β-D-グルカン合成酵素を阻害し、主なカンジダ属菌で細胞壁の1⁄3を占める主要多糖となる1,3-β-D-グルカンの生成を抑制する。これにより真菌細胞を浸透圧に対して不安定にし、細胞死を導く。

## 副作用
添付文書に記載されている重大な副作用は、
- 白血球減少（0.6%）、好中球減少（0.2%）、溶血性貧血（血管内溶血を含む）（0.1%）、血小板減少（0.8%）、
- ショック、アナフィラキシー（0.2%）、中毒性表皮壊死融解症（Toxic Epidermal Necrolysis：TEN）、皮膚粘膜眼症候群（Stevens-Johnson症候群）、多形紅斑、
- 肝機能障害（AST（GOT）、ALT（GPT）、γ-GTP、Al-Pの上昇など）（9.5%）、黄疸（1.8%）、急性腎不全（1.6%）

である。（頻度未記載は頻度不明）

## 薬物動態
MCFGの血中半減期は約14時間である。MCFGは肝臓の酵素CYP3A4などで代謝されるが、MCFG自身もCYP3A4を弱く阻害する。またサルファターゼで一部がカテコール体に代謝されるほか、非酵素的機序で開環体が生成する。投与7日後までに腎臓から7.36%、肝臓から43.80%が排泄される。

### 乳汁中への移行
MCFGは乳汁中に分泌され、その濃度は血漿中と同程度である。

## 由来
MCFGは、福島県の土壌から分離された糸状菌Coleophoma empetri が生成した物質、FR901379の誘導体である。